# ۵۷۸ (خورشیدی)
۵۷۸ پانصد و هفتاد و هشتمین سال هجری خورشیدی است.